# H.N.Kaval, Nagamangala
H.N.Kaval là một làng thuộc tehsil Nagamangala, huyện Mandya, bang Karnataka, Ấn Độ.